# Otto Fechner
Otto Fechner (15 de Novembro de 1905 - 6 de Janeiro de 1943) foi um comandante de U-Boot que serviu na Kriegsmarine durante a Segunda Guerra Mundial.